# Лорел (Небраска)
Лорел (англ. Laurel) — місто (англ. city) в США, в окрузі Седар штату Небраска. Населення — 972 особи (2020).

## Географія
Лорел розташований за координатами 42°25′42″ пн. ш. 97°5′42″ зх. д. / 42.42833° пн. ш. 97.09500° зх. д. (42.428452, -97.095109).  За даними Бюро перепису населення США в 2010 році місто мало площу 2,55 км², уся площа — суходіл.

## Демографія
Згідно з переписом 2010 року, у місті мешкали 964 особи в 415 домогосподарствах у складі 263 родин. Густота населення становила 378 осіб/км².  Було 474 помешкання (186/км²).
Расовий склад населення:
| - 96,8 % — білих - 0,3 % — азіатів - 0,2 % — корінних американців - 0,2 % — чорних або афроамериканців - 1,2 % — осіб інших рас |

До двох чи більше рас належало 1,2 %. Частка іспаномовних становила 2,4 % від усіх жителів.
За віковим діапазоном населення розподілялося таким чином: 22,6 % — особи молодші 18 років, 52,7 % — особи у віці 18—64 років, 24,7 % — особи у віці 65 років та старші. Медіана віку мешканця становила 44,7 року. На 100 осіб жіночої статі у місті припадало 92,4 чоловіків;  на 100 жінок у віці від 18 років та старших — 91,3 чоловіків також старших 18 років.
Середній дохід на одне домашнє господарство  становив 59 899 доларів США (медіана — 48 421), а середній дохід на одну сім'ю — 76 536 доларів (медіана — 65 234). Медіана доходів становила 40 368 доларів для чоловіків та 34 135 доларів для жінок. За межею бідності перебувало 14,2 % осіб, у тому числі 17,5 % дітей у віці до 18 років та 14,5 % осіб у віці 65 років та старших.
Цивільне працевлаштоване населення становило 566 осіб. Основні галузі зайнятості: освіта, охорона здоров'я та соціальна допомога — 24,6 %, виробництво — 15,4 %, роздрібна торгівля — 10,8 %, мистецтво, розваги та відпочинок — 10,2 %.

## Персоналії
- Джеймс Коберн (1928-2002) — американський актор.